# Summit Pass
Der Summit Pass (englisch für Gipfelpass) ist ein 345 m hoher Bergsattel im Norden des Grahamlands auf der Antarktischen Halbinsel. Auf der Trinity-Halbinsel liegt er zwischen dem Passes Peak und dem Summit Ridge sowie 3,5 km südlich des Kopfendes der Hope Bay und 5,5 km nordöstlich der Duse Bay. 
Teilnehmer der Schwedischen Antarktisexpedition (1901–1903) unter der Leitung Otto Nordenskjölds waren die Ersten, die dieses Gebiet erkundeten. Der Falkland Islands Dependencies Survey kartierten und benannten diesen Gebirgspass im Jahr 1945. Sie ist der höchste Punkt auf dem Weg von der Hope Bay zur Duse Bay.